# Улица Мира (Зеленогорск)
У́лица Ми́ра — улица в городе Зеленогорске Курортного района Санкт-Петербурга. Проходит от Торфяной улицы до Широкой улицы.
Название появилось в послевоенное время.
Улица Мира составляет трассу так называемого Верхнего шоссе. На север она продолжается Выборгским переулком, на юг — Широкой улицей.
Восточнее перекрестка улиц Мира и Калиновой расположено три дома, которые числятся по упраздненной Новой улице, — 4, 6 и 8. Они были построены в 1958 году. Новая улица была упразднена 31 декабря 2008 года, хотя как проезд продолжает существовать.

## Перекрёстки
- Торфяная улица
- Выборгский переулок
- Ландышевая улица
- Калиновая улица
- Широкая улица